# Романюха, Алексей Алексеевич
Алексе́й Алексе́евич Романю́ха (род. 1950) — советский и российский математик, доктор физико-математических наук, профессор кафедры вычислительных технологий и моделирования факультета ВМК МГУ, главный научный сотрудник ИВМ РАН.

## Биография
Родился 19 апреля 1950 года в Ленинграде. Окончил среднюю школу № 36 г. Свердловска (1967). Окончил (1972) биологическое отделение  факультета естественных наук Новосибирского государственного университета по специальности «физиология», дополнительная специализация «математическая биология». Обучался (1974—1978) в заочной аспирантуре ВЦ СО АН СССР.
Кандидат физико-математических наук (1980), тема диссертации: «Математическое моделирование функционального восстановления печени при вирусном гепатите» (научный руководитель Г. И. Марчук). Доктор физико-математических наук (1991), тема диссертации: «Математическое моделирование противовирусного иммунного ответа при вирусном гепатите В».
Ученые звания — старший научный сотрудник по специальности «Системный анализ и автоматическое управление» (1989), профессор по специальности «Системный анализ, управление и обработка информации» (2003).
Лауреат премии Р. Беллмана (США) за лучшую работу в области математической биологии (1996).
Член Европейского общества математической и теоретической биологии.
Работал (1973—1982) в ВЦ СОАН СССР (Новосибирск): инженер, старший инженер, младший научный сотрудник. Работает (с 1982) в Институте вычислительной математики РАН: заведующий группой, научный сотрудник, старший научный сотрудник, ведущий научный сотрудник, заместитель директора.
В Московском университете работал по совместительству (1986—2001) на кафедре математической кибернетики факультета ВМК, был соруководителем спецсеминара «Математическое моделирование в иммунологии и медицине». С 2004 года является сотрудником кафедры ВТМ.
Область научных интересов: анализ и обработка биомедицинских данных, построение и исследование моделей биологических процессов.
Подготовил 7 кандидатов наук.
Автор 90 научных публикаций, основные среди них:
- Mathematical model of antiviral immune response. I // J. Theor. Biol., 1991, v. 151, pp. 1–40 (coauth. G. Marchuk, R. Petrov, G. Bocharov);
- Mathematical modeling of T-cell proliferation // Math. Biosci, 1993, v. 115, pp. 187–232 (co-auth. I. Sidorov);
- Математическое моделирование инфекционных заболеваний // Докл. РАН, 1996, т. 346, № 3, с. 406–409 (соавт. Марчук Г.И., Бочаров Г.А.);
- Age related changes in population of peripheral T cells: Towards a model of immunosenescence // Mech. Ageing Dev., 2003, v. 124, pp. 433–443 (co-auth. A. Yashin);
- Energy cost of infection burden: an approach to understanding the dynamics of host-pathogen interactions // J. Theor. Biol., 2006 (co-auth. S. Rudnev, I. Sidorov);
- Математическое моделирование процессов распространения туберкулеза и выявления больных // Автоматика и телемеханика, 2007, № 9, с. 145–160 (соавт. Авилов К.К.);
- A model of tuberculosis epidemiology: estimation of parameters and analysis of factors influencing the dynamics of an epidemic process // Russ. J. Numer. Anal. Math. Modelling, 2008, v. 23, № 1, pp. 63–75 (co-auth. O. Melnichenko).